# Eusparassus bicorniger
Eusparassus bicorniger is een spinnensoort uit de familie van de jachtkrabspinnen (Sparassidae).
De wetenschappelijke naam van de soort werd in 1898 als Sparassus bicorniger gepubliceerd door Reginald Innes Pocock.